# Changmo
Ku Chang-mo (Hangul: 구창모; nascido em 31 de maio de 1994), mais conhecido pelo monônimo Changmo (창모; estilizado em maiúsculas), é um rapper e produtor sul-coreano. Ele lançou seu álbum de estreia M O T O W N em 18 de março de 2016. Em outubro de 2016 ele se juntou ao Dok2 e ao sub-selo do The Quiett, Ambition Musik.

## Carreira
Changmo tocou piano dos cinco aos 19 anos e começou a ouvir música hip-hop em canais de música desde os 14 anos, e se interessou por hip-hop a sério quando conheceu a música de Tupac. Originalmente, passou pela Berklee College of Music para formar em piano, mas desistiu devido a problemas financeiros. E ele começou a fazer mixtapes aos 20 anos de idade.
Em 2014, ele lançou seu primeiro single, ''Gangster'', mas não conseguiu lançar músicas por um tempo devido a uma crise. Em março de 2016, voltou com o lançamento do EP Motown (M O T O W N), e em abril do mesmo ano, o single 《Cigarette》. Em julho, o EP 《Time to Earn Money 2》 foi lançado. Em outubro, ele se juntou à Ambition Music sob a atualmente extinta Illionaire Records, e lançou o EP "Time to Earn Money 3" em dezembro. Posteriormente, em 24 de maio de 2017, ''Gettin Money Moment'' foi lançado, e em 2018, EP ''DNSG ' foi lançado. E em 2019, ele lançou seu primeiro álbum de estúdio, Boyhood. Em 3 de junho de 2020, 《BIPOLAR》, uma compilação mix tape da Changmo, foi lançada.

## Filmografia
- 2014 Mnet 《Show Me The Money 3》 - Eliminado na primeira rodada
- 2017 Mnet 《Show Me The Money 6》 - Competidor
- 2018 Mnet 《Show Me The Money 777》 - Produtor
- 2019 Mnet 《High School Rapper 3》 - Competidor